# آنوشاوان
آنوشاوان (به ارمنی: Անուշավան) یک روستا در ارمنستان است که در استان شیراک واقع شده‌است. در ۲۳ کیلومتری جنوب شرقی گیومری، مرکز استان شیراک واقع شده‌است.

## خصوصیات
آنوشاوان ۲٬۱۸۵ نفر جمعیت دارد و در ارتفاع ۱۷۲۰ متر بالاتر از سطح دریا قرار گرفته‌است.